# ماهی حلوا سفید
ماهی حلوا سفید (به انگلیسی: Pampus argenteus - Silver pomfret - White pomfret - Butterfisht) دارای ارزش غذایی بالایی است و در جهان مشتریان فراوانی دارد. این ماهی را که "زبیدی" نیز می‌نامند از قیمت نسبتاً بالایی برخوردار است و طعم بسیار لذیذی دارد .
این گونه در خلیج فارس، دریای عمان، اقیانوس هند، دریای عرب، اقیانوس اطلس، خلیج بنگال، دریای چین شرقی، دریای جنوبی چین، دریای زرد، دریای اندونزی، دریای مدیترانه و اقیانوس آرام، پراکنش دارند.
تغذیه آن بیشتر از زئوپلانکتون‌هاست. صید آن به وسیله تور گوشگیر انجام می‌گیرد، اما به روش ترال هم صید می‌شود. پراکنش این ماهی‌ها در دنیا بیشتر در آب‌های ساحلی در عمق ۵ تا ۱۰ متر و تخم‌ریزی آنها در دامنه دمایی سطح آب دریا بین ℃۳۳–۲۸ و شوری بین PPt ۳۹–۳۵ انجام می‌شود. نسبت جنسی در اکثر گونه‌های آن ۱:۱ و از گونه‌های Gonochroistic است. زمان بلوغ جنسی و تکثیر طبیعی این ماهی از اسفند ماه تا شهریور است که در آب‌های کویت از خرداد تا شهریورماه و در بندر چابهار (منطقه کنارک) از نیمه دوم اردیبهشت تا خردادماه به طول می‌انجامد.
همچنین منطقه تخم‌ریزی حلوا سفید در آب‌های اطراف جزیره قشم در مناطق خوریات، به خصوص خورخوران در شمال جزیره قشم و زمان تخم‌ریزی نیز از فروردین تا شهریورماه اعلام شده‌است. طول ماهی ماده در اولین بلوغ جنسی cm ۸/۲۴ سانتی‌متر است. وضعیت زیستی (ضریب چاقی) برابر ۳ cm /g ۰۰۵۳۶/۰ می‌باشد. این ماهی از بهمن‌ماه تا خردادماه در بهترین شرایط رشد قرار دارد. رابطه بین طول و وزن به صورت ۰۹۰۲/۳ fl × ۰۰۰۰۲/۰ =w است، ۰۹۰۲/۳=b که با عدد ۳ اختلاف معناداری ندارد P 05/0. دادزی در کویت بهترین درجه حرارت برای پرورش لاروها ℃ ۲۹–۲۷ و شوری ۳۹–۴۰ ppt می‌داند، یعنی شرایط مشابه آب دریا و محل تخم‌ریزی است و تغذیه آنها تا روز ششم با تراکم ۵ عدد روتیفر در میلی‌لیتر و سپس تراکم را به ۱۵–۱۰ عدد روتیفر در میلی‌لیتر بعد از تفریخ است. میزان رشد در طول زمستان از نوامبر تا مارس در کویت هنگامی که دمای آب به زیر ℃۱۳ می‌رسد در روش کشت در تانک‌های با سیستم گردش ذخیره‌سازی نشان داده که تراکم ذخیره‌سازی ۶۰ قطعه در متر مکعب، بقای بهتری را می‌توان به دست آورد. عملکرد رشد ماهی حلوا سفید در استخرهای خاکی و قفس‌های دریایی تاکنون مورد بررسی قرار نگرفته‌است. از آنجایی که در بین کشورهای منطقه خلیج فارس تکنولوژی تکثیر این گونه فقط در اختیار مرکز تحقیقات کشور کویت(KISR) است و اطلاعات جامع و خاصی در دسترس نبوده و در داخل کشور نیز کار خاصی انجام نگرفته بود،
تکثیر موفقیت‌آمیز حلوا سفید برای اولین بار در داخل کشور در سال ۱۳۸۶ در منطقه کنارک چابهار انجام و پرورش ۳۰۰ هزار قطعه لارو ماهی فوق تا روز ششم بعد از تفریخ انجام گرفت که علت عدم ادامه روند، به خاطر حادث شدن طوفان گونو در منطقه بود.